# يونس كفلي
يونس كفلي هو عداء ماراثون ومسافات طويلة إريتيري ولد في يوم 5 نوفمبر 1977، إختص بسباقات الماراثون و10 ألف متر و العدو الريفي، مثل إريتريا في الألعاب الأولمبية في دورات 2000 و2004 و 2008 و 2012 وشارك في بطولات العالم للمسابقات الريفية، وشارك في منافسات بطولات العالم في داخل وخارج الصالات. أبرز إنجازاته هو فوزه بالميدالية البرونزية في ألعاب عموم أفريقيا 2007 في مدينة الجزائر في سباق نصف الماراثون. أفضل رقم شخصي له في الماراثون هو 2:07:34 في سنة 2007 وفي نصف الماراثون هو 59:30 سجله في سنة 2007 و 27:35.72 دقيقة في سنة 2005.

## روابط خارجية
- يونس كفلي على موقع الاتحاد الدولي لألعاب القوى (الإنجليزية)
- يونس كفلي على موقع اللجنة الأولمبية الدولية (الإنجليزية)
- يونس كفلي على موقع أوليمبيديا (الإنجليزية)